# Peperone crusco

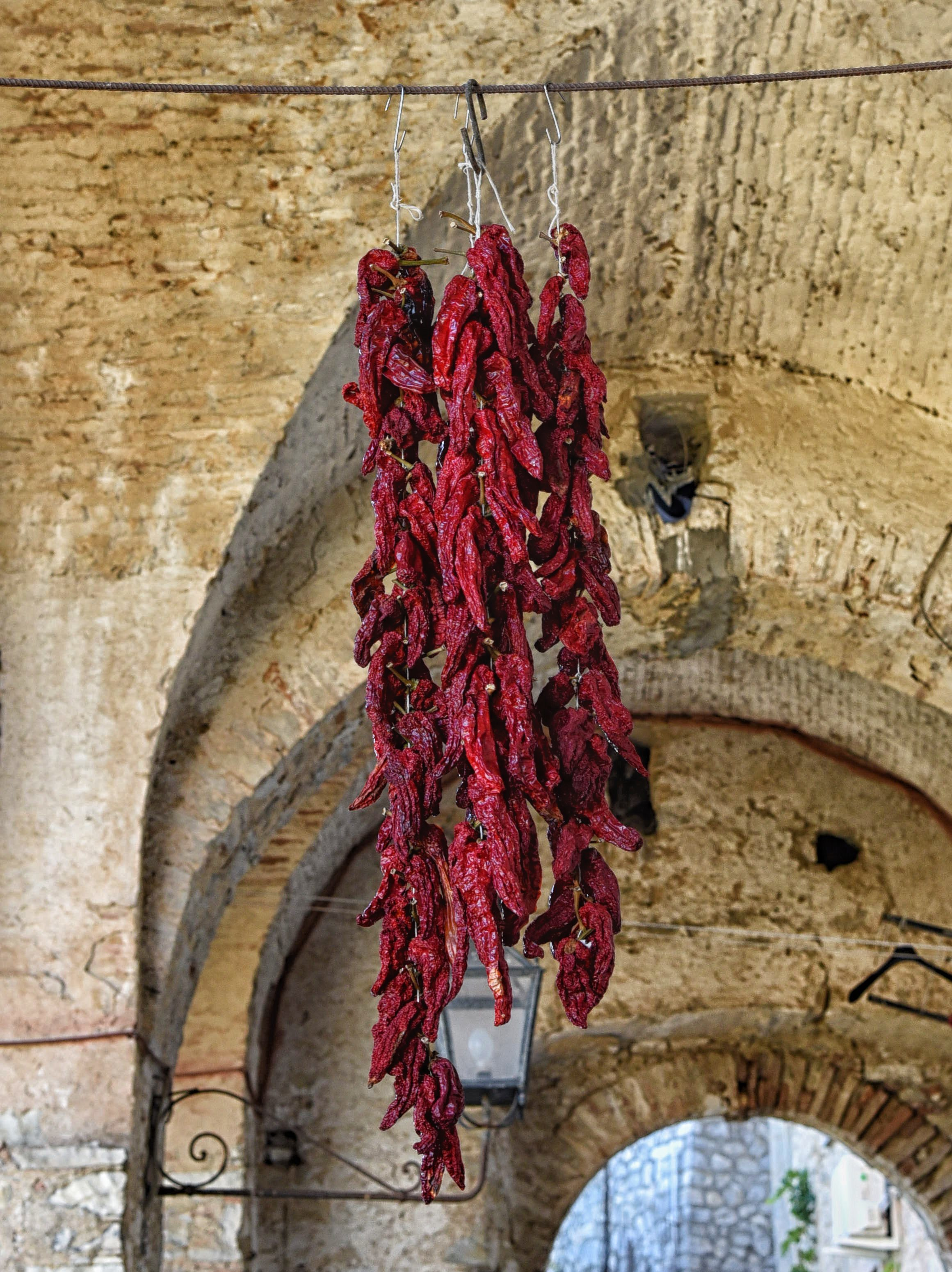
Peperoni cruschi colgados al aire libre

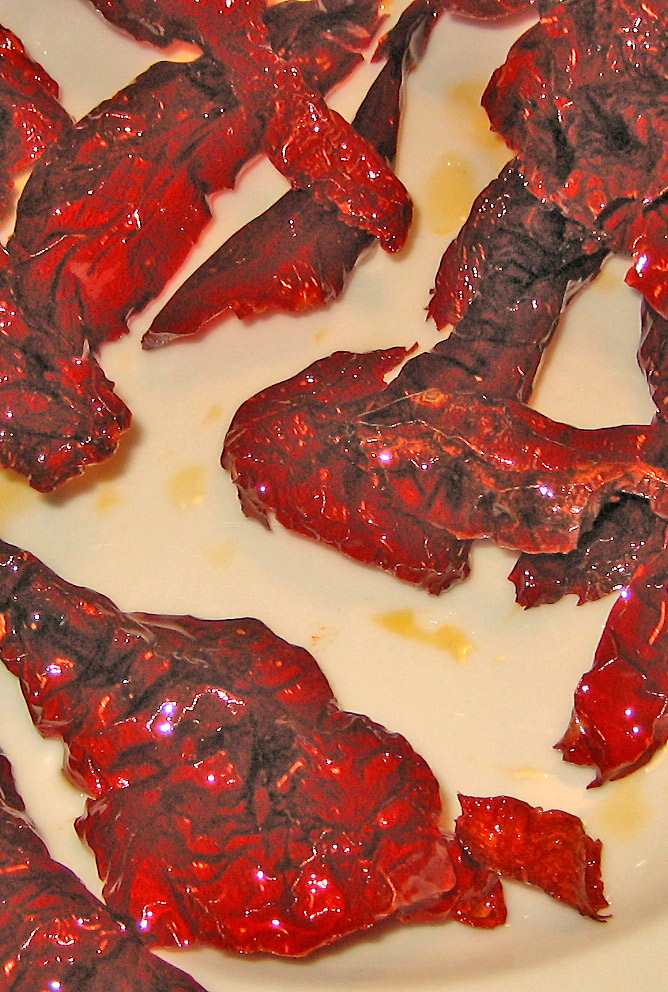
Peperoni cruschi fritos en aceite de oliva

El peperone crusco (pimiento crujiente en castellano), en plural peperoni cruschi y también conocido como pimiento crusco, es un producto típico de la gastronomía lucana. 
Está reconocido como producto agroalimentario tradicional de Basilicata.

## Características
Es un pimiento de color rojo intenso, de forma cónica y de sabor dulce. Se cuelga y se seca al aire libre. La variedad más indicada es el peperone di Senise, que ha recibido la indicación geográfica protegida (IGP) en 1996, por su pulpa fina y reducido contenido de agua, cualidades que lo hacen apto para el secado.

## Tradición culinaria
El peperone crusco tiene múltiples usos en la cocina local, hasta el punto de ser apodado "el oro rojo de Basilicata".  Generalmente se corta y se priva de semillas para ser frito unos segundos en aceite de oliva. La exposición a altas temperaturas hace que el pimiento se vuelva crujiente (crusco). Se puede comer como snack y guarnición. También se muele en polvo y se usa como especia para aliñar carnes,  productos de panadería, chocolate y helado.

## Platos
El peperone crusco es un ingrediente importante de varios platos regionales como: 
- pasta con i peperoni cruschi: primer plato con pimiento, miga de pan y queso rallado[8]
- strascinati con la menta: pasta con menta picada, lardo, pimiento y rábano picante[9]
- baccalà alla lucana: bacalao sazonado con pimiento, aceite y perejil[10]
- acquasale: plato único con pan duro como ingrediente básico, enriquecido con pimiento, huevo y cebolla[10]
- pane cotto: pan duro con pimiento, brócoli o hojas de nabo[10]